# مورسل
مورسل (به لاتین: Moorsel) یک منطقهٔ مسکونی در بلژیک است که در الست واقع شده‌است. مورسل ۹٫۴۳ کیلومتر مربع مساحت و ۴٬۶۲۸ نفر جمعیت دارد.